# Miroslav Beneš
Miroslav Beneš (* 5. dubna 1956 Strakonice) je český politik, bývalý člen Občanské demokratické strany, na přelomu 20. a 21. století poslanec Poslanecké sněmovny a místopředseda ODS.

## Vzdělání a profesní kariéra
Po studiu na strakonickém gymnáziu v letech 1971–1975 v roce 1980 absolvoval Jadernou a fyzikálně inženýrskou fakultu v Praze. Postupně pracoval v Energoprojektu Praha, jako dělník ve škrobárně a horník v uranovém dole. Od roku 1986 pracoval v JE Temelín. Od roku 1992 měl konzultační firmu. Pracoval např. na restrukturalizaci Jihostroje Velešín. Od roku 2006 vlastní malou konzultantskou firmu a pracoval externě pro bývalého ministra průmyslu a obchodu Římana.Do roku 2013 pracoval pro soukromé firmy. Od roku 2013 nastartoval projekt JESSICA na SFRB. Nyní působí jako tajemník viceprezidentky NKÚ.

## Politická kariéra
V letech 1994–1998 byl primátorem Českých Budějovic. Do tamního zastupitelstva byl za ODS zvolen v komunálních volbách roku 1994, komunálních volbách roku 1998 a komunálních volbách roku 2002.
Do vysoké politiky se dostal koncem roku 1997 v souvislosti se štěpením ODS po takzvaném Sarajevském atentátu. Zůstal loajální k vedení strany a Václavu Klausovi. 8. kongres ODS v prosinci 1997 ho zvolil za místopředsedu strany. Na tomto postu setrval do prosince 1999, kdy na 10. kongresu ODS jeho post převzal Petr Nečas. Již na 12. kongresu ODS v listopadu 2001 se ale Beneš do funkce místopředsedy vrátil. Vydržel zde do 13. kongresu ODS v prosinci 2002. V roce 2003 řídil jako hlavní vyjednavač ODS úspěšná vyjednávání vedoucí ke zvolení Václava Klause za prezidenta ČR.
Mezitím byl ve volbách v roce 1998 zvolen do poslanecké sněmovny za ODS (volební obvod Jihočeský kraj). Mandát obhájil ve volbách v roce 2002 a v sněmovně setrval do voleb v roce 2006. V letech 1998–2002 byl předsedou sněmovního výboru pro veřejnou správu, regionální rozvoj a životní prostředí, byl rovněž členem organizačního výboru a v letech 2001–2002 členem volebního výboru. V období 2002–2004 zastával post předsedy volebního výboru a člena ústavněprávního výboru, v letech 2004–2006 byl členem výboru pro evropské záležitosti.
V roce 2004 krátce, do voleb do Evropského parlamentu, zasedal jako kooptovaný poslanec Evropského parlamentu, než se mandátu ujali řádně zvolení poslanci za Českou republiku. Ve volbách do EP v roce 2004 nekandidoval.
V senátních volbách roce 2008 kandidoval za ODS do horní komory parlamentu za senátní obvod č. 12 – Strakonice. Se ziskem 22 % nepostoupil ovšem ani do 2. kola (tam se utkali dosavadní senátor Josef Kalbáč za KDU-ČSL a vítězný kandidát sociální demokracie Miroslav Krejča). Po odchodu ze sněmovny působil jako hlavní poradce ministra průmyslu a obchodu Martina Římana. V době vlády Mirka Topolánka byl označován za klausovce a tudíž člověka, který byl do jisté míry vytlačen z hlavního dění v ODS. Média spekulovala, že jeho pozice v senátních volbách v roce 2008 byla zkomplikována tím, že neměl jasnou podporu celé ODS. Vystupovat proti němu měl (a to jíž v době Benešova primátorství v Českých Budějovicích) vlivný člen jihočeské ODS Pavel Dlouhý.
Později z ODS odešel a v komunálních volbách 2014 se rozhodl kandidovat do zastupitelstva Českých Budějovic za nově vzniklou stranu Toryové, kterou v Mostě založil další exposlanec ODS Oldřich Vojíř. Kandidoval za ni jako nestraník, byl lídrem kandidátky, ale neuspěl.

## Rodina a zájmy
Je ženatý a má dva syny - Matouše (* 1979) a Tomáše (* 1983). Ve volném čase se věnuje cyklistice, četbě či putování po horách.

## Ropák roku 2001
Za své snahy zmenšit Národní park Šumava dle zastupitelstva Horní Plané (např. masivu Smrčiny a Hraničníku), podporu výstavby D3 a za předložení zákona za zrušení ochrany zemědělského půdního fondu byl v roce 2001 oceněn titulem Ropák roku v anketě, které oceňuje antiekologický čin roku.